# Canville-les-Deux-Églises
Canville-les-Deux-Églises è un comune francese di 327 abitanti situato nel dipartimento della Senna Marittima nella regione della Normandia.

## Società

### Evoluzione demografica
Abitanti censiti